# Insula Eglinton

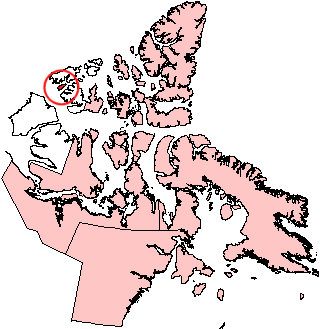
Localizarea insulei Eglinton în nordul Canadei

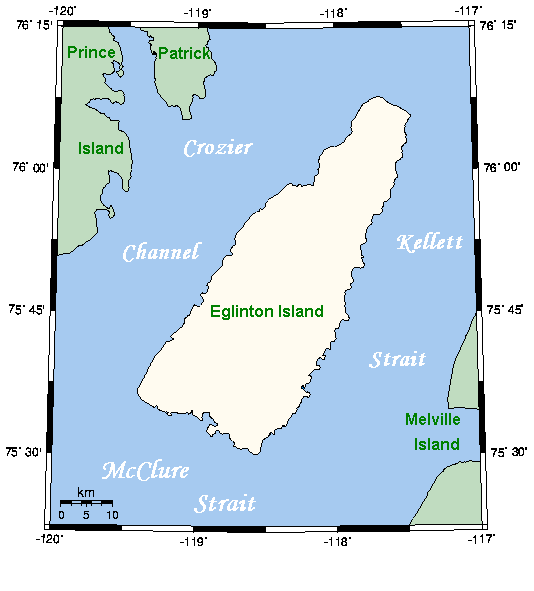
Insula Eglinton şi împrejurimile sale

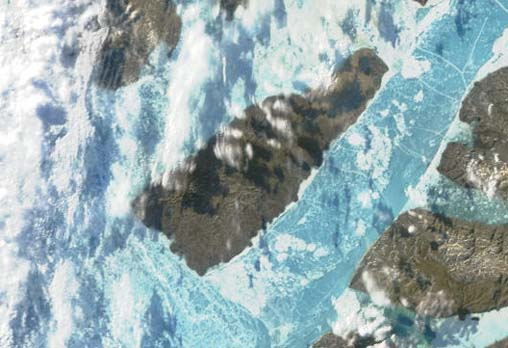
Imagine din satelit a insulei Eglinton

Insula Eglinton este o insulă nelocuită din Arhipelagul Arctic Canadian (grupul Insulelor Reginei Elisabeta), aparținând administrativ de Teritoriile de Nordvest din Canada. Cu o suprafață de 1541 km2  ocupă locul 246 în lume și locul 38 în Canada.
Insula se află la nord de strâmtoarea McClure, care o desparte de insula Banks, între insula Prince Patrick, de care este despărțită spre vest și nord prin canalul Crozier și insula Melville, de care este despărțită spre est prin strâmtoarea Kellet.
Insula are o lungime de 73 km, o lățime maximă de 27 km în sud și de 9 km în partea nordică și altitudini de până la 200 m. Zonele sudice și centrale sunt mai înalte, dominate de coline cu vârfuri aplatizate, în timp ce zona nordică este mult mai joasă, cu altitudini de doar 10-20 m.
Insula Eglinton a fost descoperită în 1853 de către exploratorul britanic Francis Leopold McClintock.